# Metropolija Ottawa
Metropolija Ottawa je rimskokatoliška metropolija s sedežem v Ottawi (Kanada); ustanovljena je bila leta 1886.
Metropolija zajema naslednje (nad)škofije:
- nadškofija Ottawa,
- škofija Hearst,
- škofija Pembroke in
- škofija Timmins.

## Metropoliti
- Joseph-Eugène-Bruno Guigues (9. julij 1847-8. februar 1874)
- Joseph-Thomas Duhamel (1. september 1874-5. junij 1909)
- Charles-Hugues Gauthier (6. september 1910-19. januar 1922)
- Joseph-Médard Émar (2. junij 1922-28. marec 1927)
- Joseph-Guillaume-Laurent Forbes (29. januar 1929-22. maj 1940)
- Alexandre Vachon (22. maj 1940-30. marec 1953)
- Marie-Joseph Lemieux (29. junij 1953-24. september 1966)
- Joseph-Aurèle Plourde (2. januar 1967-27. september 1989)
- Marcel André J. Gervais (27. september 1989-danes)